# إنه الاقتصاد يا غبي

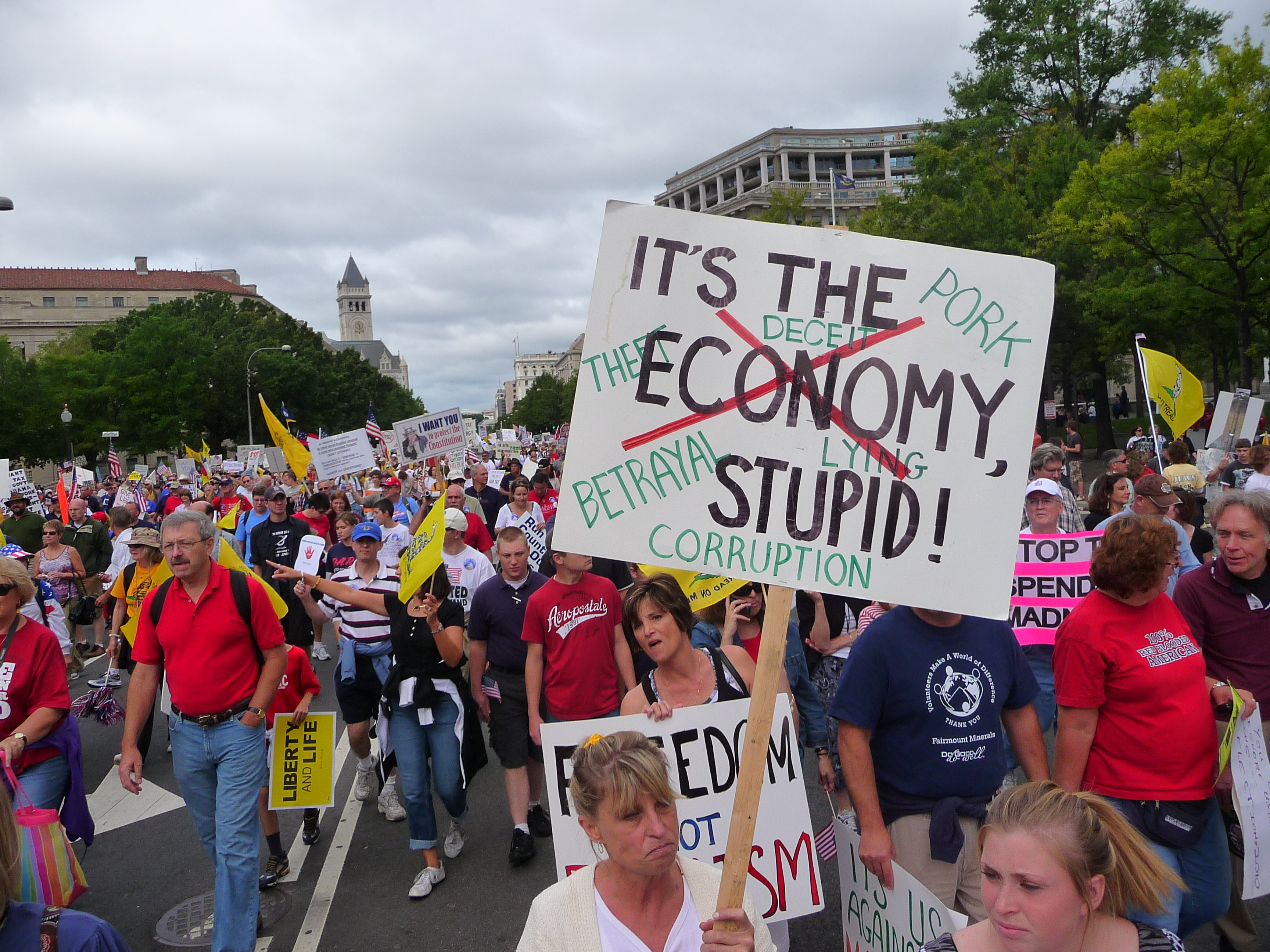

إنه الاقتصاد، يا غبي (بالإنجليزية: It's the economy, stupid)‏ هي عبارة في السياسة الأمريكية استخدمت على نطاق واسع خلال الحملة الانتخابية الناجحة لبيل كلينتون ضد جورج بوش الأب عام 1992. لبعض من الوقت، اعتبر بوش المرشح الأقوى بسبب خبرته السياسية كرئيسا لأمريكا ومعاصرته تطورات سياسية خارجية مثل انتهاء الحرب الباردة وحرب الخليج العربي. اكتبست العبارة شعبيتها من جيمس كارفيل - استراتيجي في حملة كلينتون - وتوحي إلى أن كلينتون هو الخيار الأفضل لرئاسة أمريكا لأن بوش لم يهتم بالاقتصاد اهتماما كافيا حيث شهد الاقتصاد الأمريكي موجة من الكساد.

## التاريخ
من أجل اختصار الحملة في رسالة يوجهها إلى الجماهير، قام كارفيل بتعليق لافتة في مقر حملة بيل كلينتون الانتخابية في ليتل روك نصها كما يلي:
1. التغيير مقابل المزيد من الشيء نفسه.
2. إنه الاقتصاد، يا غبي
3. لن ننسى الرعاية الصحية.[1]